# Molí dels pobres
El molí dels pobres és un edifici al poble de Margalef (Priorat) protegit com a bé cultural d'interès local. El molí dels pobres era el molí comunal dels veïns de Margalef. Aquest molí es va desmuntar després de la Guerra Civil. El 1969 els veïns de Margalef van arranjar el molí dels pobres per fer-lo servir com a cinema.
Les piques de pedra es van trobar a l'entrada del Carrer dels Molins a l'indret on hi havia hagut la sala de cinema i abans el molí dels pobres. Es tracta de dues piques excavades a la roca amb dues sines d'1,30 m de diàmetre i una fondària de 80 cm. Aquest receptacle rebia l'oli procedent dels cofins -cabassos plans d'espart on es dipositaven les olives moltes.
Amb l'enderroc de l'antiga sala de cinema i l'antiga cooperativa, situats al carrer Molins 56 i 58 respectivament es van trobar restes de l'anomenat molí dels pobres. En aquest carrer hi havia a més del molí dels pobres, el molí del Vilà i al número 60 del mateix carrer hi ha el molí del forn. Aquest és propietat del Departament de Medi Ambient de la Generalitat i es destinarà a centre d'interpretació de l'Oli. Encara es pot esmentar un altre molí desaparegut el de cal Roigé era al número 54 del carrer i avui en dia hi ha una casa. Les famílies Vilà i Roigé eren les més importants del municipi de Margalef fins a inicis del segle xx. Així ho mostren les cases pairals d'aquestes famílies.